# Asa Butterfield

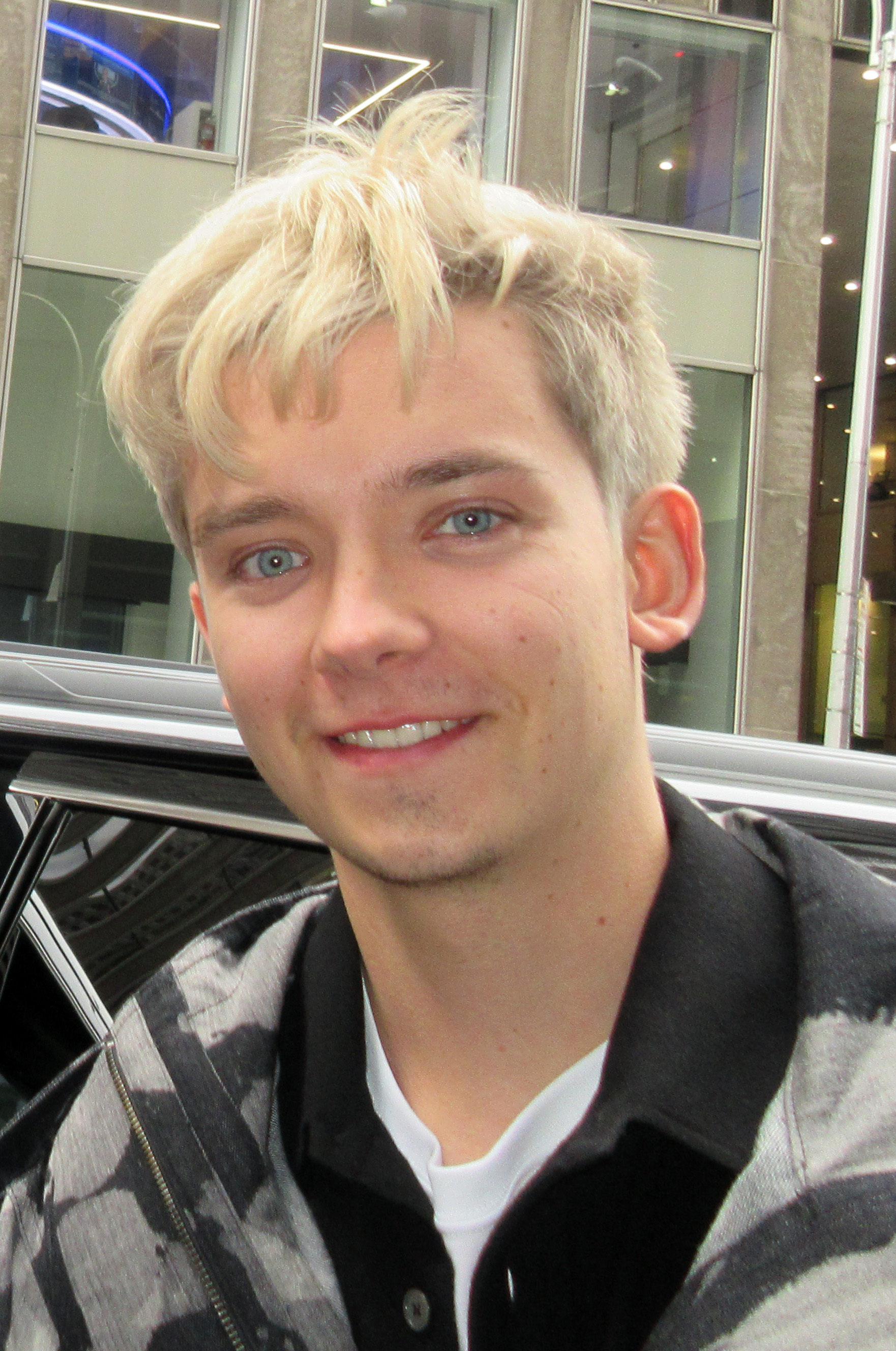
Asa Butterfield (2019)

Asa Bopp Farr Butterfield (* 1. April 1997 in Islington, London) ist ein britischer Schauspieler. Bekanntheit erlangte er für seine Rollen als Bruno in dem Holocaust-Filmdrama Der Junge im gestreiften Pyjama und als Hugo Cabret in dem gleichnamigen Film von Martin Scorsese.

## Leben und Karriere
Butterfield begann mit dem Schauspielen im Alter von acht Jahren im Theater für junge Schauspieler in seiner Heimatstadt. Kurze Zeit später ergatterte Asa Butterfield kleinere Rollen, wie zum Beispiel in dem Fernsehfilm Mein Freund auf vier Pfoten (2006), im Kinofilm Der Sohn von Rambow (2007) und in der Serie Ashes to Ashes – Zurück in die 80er (2008).
Ein Jahr später erhielt Butterfield die Hauptrolle in der Filmadaption von Der Junge im gestreiften Pyjama, neben Vera Farmiga und Rupert Friend. Regisseur Mark Herman wählte Asa für diese Rolle nicht nur wegen seines Talents aus, sondern auch da Butterfield kaum etwas über den Holocaust wusste. Somit konnte er, wie beabsichtigt, die Unschuld des jungen Brunos beibehalten. Zur gleichen Zeit wie Der Junge im gestreiften Pyjama sprach Asa Butterfield auch für eine Rolle in dem Film Mr. Nobody vor, welche er ebenfalls erhielt. Da sich die Dreharbeiten jedoch überschnitten, entschied sich Butterfield für den Ersteren.

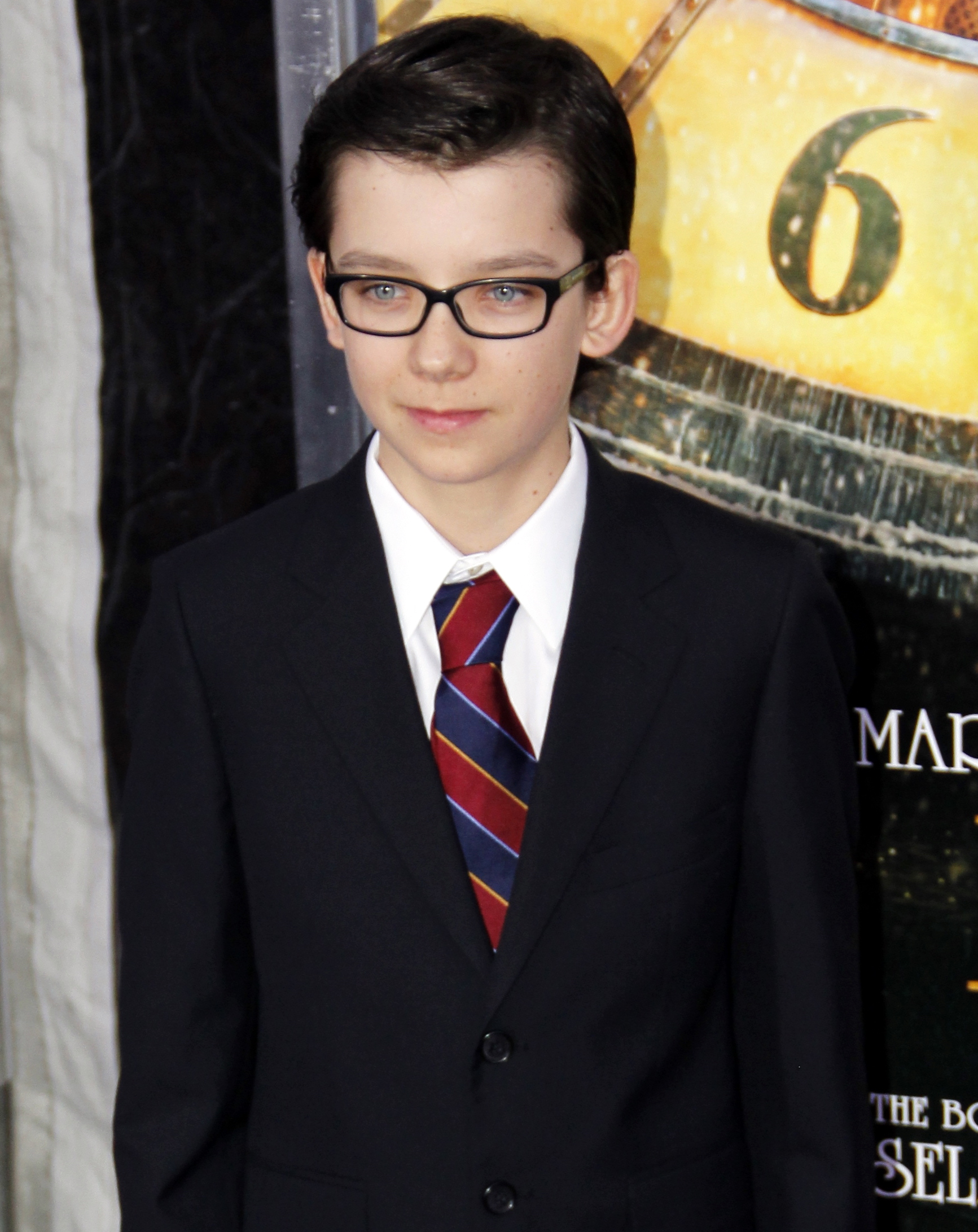
Asa Butterfield bei der Premiere von Hugo Cabret in New York (2011)

Ehe er 2010 in dem Horrorfilm Wolfman zu sehen war, spielte Butterfield die Rolle des Druiden Mordred in der britischen Fernsehserie Merlin – Die neuen Abenteuer. In dieser Serie ist es sein Schicksal, Arthur (den Sohn des Königs) umzubringen. Doch Merlin (Colin Morgan) muss dies verhindern. Nachdem seine Rolle in den ersten beiden Staffeln in Gastauftritten zu sehen war, wurde sie zu Beginn der fünften Staffel wieder in die Serie zurückgebracht. Butterfield wurde jedoch dafür durch Alexander Vlahos ersetzt. 2010 war er in dem Familienfilm Eine zauberhafte Nanny – Knall auf Fall in ein neues Abenteuer neben Emma Thompson und Maggie Gyllenhaal zu sehen. Außerdem drehte er unter der Regie von Martin Scorsese den 3D-Film Hugo Cabret. In dem Film spielte er neben Chloë Moretz, Sacha Baron Cohen, Ben Kingsley und Jude Law die Hauptrolle. Für seine Rolle in Hugo Cabret wurde er bei den Young Artist Awards 2012 als Bester Hauptdarsteller in einem Spielfilm nominiert.
Ende 2011 wurde bekannt gegeben, dass Butterfield die Hauptrolle im Jugendfilm Ender’s Game – Das große Spiel spielt, der auf dem Roman Das große Spiel basiert. In diesem Film, der im Oktober 2013 Premiere hatte, war er an der Seite anderer Jungschauspieler wie Abigail Breslin, Hailee Steinfeld und Moisés Arias, sowie neben Harrison Ford und erneut Ben Kingsley zu sehen.
Im Jahr 2014 übernahm Butterfield die Hauptrolle im Mathematikdrama X+Y. 2015 erschien der Film Ten Thousand Saints, in dem er neben Hailee Steinfeld und Ethan Hawke die Hauptrolle spielte. Im Fantasy-Abenteuerfilm Die Insel der besonderen Kinder von Tim Burton, der im Herbst 2016 in die Kinos kam, spielt Butterfield in der Hauptrolle den jungen Jacob, der auf einer Insel auf Waisenkinder mit übermenschlichen Kräften trifft. 2017 war Butterfield an der Seite von Britt Robertson im Film Den Sternen so nah in der Hauptrolle des Gardner Elliot zu sehen. Im Film Der schrille Klang der Freiheit von Peter Livolsi, der beim San Francisco International Film Festival 2017 vorgestellt wurde, spielte Butterfield die Rolle des 16-jährigen Sebastian. Zwei Jahre später übernahm er die Hauptrolle des Otis Milburn in der Netflix-Serie Sex Education.

## Filmografie
- 2006: Mein Freund auf vier Pfoten (After Thomas, Fernsehfilm)
- 2007: Der Sohn von Rambow (Son of Rambow)
- 2008: Ashes to Ashes – Zurück in die 80er (Ashes to Ashes, Fernsehserie, Episode 1x06)
- 2008–2009: Merlin – Die neuen Abenteuer (Merlin, Fernsehserie, 3 Episoden)
- 2008: Der Junge im gestreiften Pyjama (The Boy in the Striped Pyjamas)
- 2010: Wolfman (The Wolfman)
- 2010: Eine zauberhafte Nanny – Knall auf Fall in ein neues Abenteuer (Nanny McPhee and the Big Bang)
- 2011: Hugo Cabret (Hugo)
- 2013: Ender’s Game – Das große Spiel (Ender’s Game)
- 2014: X+Y
- 2015: New York Saints (Ten Thousand Saints)
- 2016: Die Insel der besonderen Kinder (Miss Peregrine’s Home for Peculiar Children)
- 2017: Den Sternen so nah (The Space Between Us)
- 2017: Der schrille Klang der Freiheit (The House of Tomorrow)
- 2017: Journey’s End
- 2018: Then Came You
- 2018: Slaughterhouse Rulez
- 2018: Zurück zu dir – Eine zweite Chance für die Liebe (Time Freak)
- 2019: Greed
- 2019–2023: Sex Education (Fernsehserie, 32 Episoden)
- 2022: Flux Gourmet
- 2022: Choose or Die
- 2022: Weihnachten bei dir oder bei mir? (Your Christmas or Mine?)
- 2023: Weihnachten bei dir oder bei mir? 2
- 2025: Our Hero, Balthazar

## Preise und Nominierungen
- 2008: British Independent Film Award als Best Newcomer – Nominiert
- 2009: London Critics Circle Film Award als Young British Performer of the Year – Nominiert
- 2009: Young Artist Award als Best International Performance – Nominiert
- 2014: British Independent Film Awards als Bester Hauptdarsteller in X+Y – Nominiert
- 2016: London Critics’ Circle Film Award als Bester britischer Nachwuchsdarsteller in X+Y – Nominiert[2]